# Himachal Pradesh
Himachal Pradesh er en delstat i Indien med 6.856.509 indbyggere (2011).
Hovedstaden er Shimla, Britisk Indiens sommerhovedstad; det kaldtes "Simla" dengang.
Delstaten blev dannet efter Indiens uafhængighed og består af dele of Punjab og indiske småfyrstendømmer som Chamba, Kangra, og Kulu.
Byen Dharamsala er den eksilerede Dalai Lamas hjem.
- Wikimedia Commons har flere filer relateret til Himachal Pradesh

31°06′12″N 77°10′20″Ø / 31.1033°N 77.1722°Ø